# Trochosaurus
Trochosaurus è un genere estinto di terapsidi, appartenente ai terocefali. Visse nel Permiano medio (circa 265 - 260 milioni di anni fa) e i suoi resti fossili sono stati ritrovati in Sudafrica. 

## Descrizione
Questo animale era di dimensioni medio - grandi: il cranio era lungo circa 20 centimetri e si suppone che l'intero animale potesse sfiorare i due metri di lunghezza. Il cranio era dotato di un muso abbastanza allungato, orbite piccole e grandi finestre temporali che si aprivano in alto e lateralmente. Trochosaurus era caratterizzato dalla presenza di doppi canini su ogni ramo mascellare: questi canini erano eccezionalmente sviluppati, sia in lunghezza che in robustezza, ma erano meno robusti rispetto a quelli dell'affine Hyaenasuchus. Il cranio stesso era leggermente più gracile, e l'occipite era più inclinato verso l'alto rispetto a quello di Hyaenasuchus. Rispetto a quest'ultimo genere, vi erano 5 incisivi (invece di 6), con il margine posteriore dentellato, e 3 o 4 postcanini di piccole dimensioni. 
Il meato uditivo esterno era alloggiato in un solco tra al limite tra l'osso squamoso e il paroccipitale. La staffa era corta e sottile. La parte anteriore del palato era completamente piatta, e non concava come invece avveniva in forme come Whaitsia. 

## Classificazione
Il genere Trochosaurus venne descritto per la prima volta da Robert Broom nel 1913, sulla base di resti fossili ritrovati nel Karroo in Sudafrica, nella "zona a Tapinocephalus" (Capitaniano, Permiano medio). Al genere Trochosaurus sono state ascritte diverse specie (Trochosaurus acutus, T. dirus, T. intermedius, T. major), ma alcune di queste potrebbero essere conspecifiche.
Trochosaurus è un rappresentante piuttosto arcaico dei terocefali, un gruppo di terapsidi molto differenziati, vissuti tra il Permiano e il Triassico. Trochosaurus era uno dei terocefali più antichi e anche uno dei più basali. Altri terocefali affini sono il già citato Hyaenasuchus e l'ancor più arcaico Lycosuchus. Questi tre generi sono stati ascritti da Boonstra nella famiglia Lycosuchidae (1969), pressoché coincidente alla famiglia Trochosuchidae di Watson e Romer (1956).

## Paeobiologia
Trochosaurus doveva essere uno dei più grandi ed efficienti carnivori del suo ambiente, grazie ai potenti doppi canini superiori simili a zanne.